# Čepno
Čepno is een plaats in Slovenië en maakt deel uit van de gemeente Pivka in de NUTS-3-regio Notranjskokraška. De plaats telde 51 inwoners op 1 januari 2020.